# کنفو
کنفو (به عربی: کنفو) یک روستا در سوریه است که در ناحیه جب رمله واقع شده‌است. کنفو ۴۳۲ نفر جمعیت دارد.